# イギリス国鉄483形電車
483形（Class 483）は、1989年にイギリスのワイト島の鉄道向けに登場した電車である。ロンドン地下鉄の1938年形電車を譲受したもので、2021年1月に引退するまで、製造からおよそ80年以上にわたって運用された。

## 概要
ワイト島の鉄道路線は島内のトンネルの高さが低く本土と同じ一般鉄道用の車両が入線不可能なため、高さの低いロンドン地下鉄の小断面電車の譲受車が使用されている。1966年に入線し運用されていた485形・486形電車（元スタンダード形）の老朽化に伴い、代替車両として導入されたのが483形である。
種車の1938年形は1938年よりメトロキャメルで製造され、ロンドン地下鉄では1985年まで運用されていた。ワイト島には1989年から1990年にかけて入線し、485形・486形を置き換えた。全編成が2両編成である。
2018年現在はサウス・ウェスタン・レールウェイが派生ブランドのアイランド・ライン・トレインズの下で運用している。
運用末期には老朽化による故障等で稼働車両が減って車両不足となり、バス代行や減便が行われる事態となっていた。路線自体をLRT又はBRT化する検討もなされたが、路線を運休しトンネルやホームの改修工事を行った上でロンドン地下鉄の大断面タイプであるD78形を改造した484形を投入することとなった。